# گونه پیشتاز

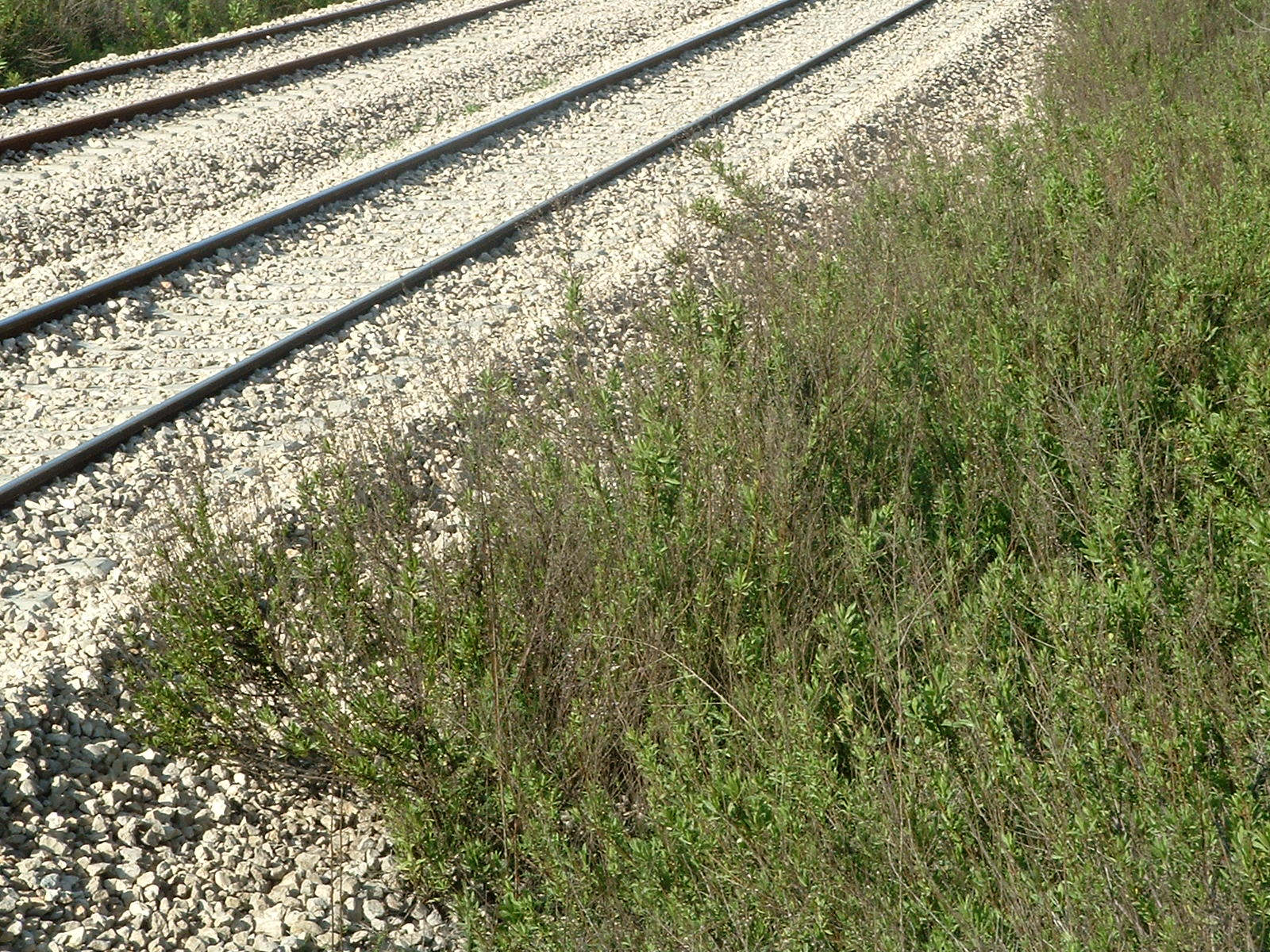
یک جامعه تک‌گونه‌ای پیشتاز Dittrichia viscosa روی شن در نزدیکی ایستگاه راه‌آهن پتخ تیکوا - اسگولا، اسرائیل

گونه پیشتاز یا گونه پیش‌رونده (و نیز گونه خرابه‌روی) (به انگلیسی: Ruderal species) گونه‌ای گیاهی است که نخستین بار در زمین‌های آشفته پایه‌گذاری (تشکیل کلنی) می‌شود. این آشفتگی ممکن است طبیعی باشد – به عنوان مثال، آتش‌سوزی‌های جنگلی یا بهمن –  یا در نتیجه فعالیت‌های انسانی، مانند ساخت‌وساز (راه، ساختمان، معدن و دیگر فعالیت‌ها) یا کشاورزی (مزارع رهاشده، آبیاری و غیره)) باشد.
واژه ruderal از کلمه لاتین rudus به معنای «قلوه‌سنگ» گرفته شده‌است.

## ویژگی‌ها
ویژگی‌هایی که در موفقیت یک گونه به عنوان پیشتاز نقش دارند عبارتند از:
- تولید انبوه بذر
- نهال‌هایی که نیازهای غذایی آنها کم است
- ریشه‌هایی که زود رشد می‌کنند[نیازمند منبع]
- استقلال قارچ‌های همزیست ریشه[نیازمند منبع]
- پلی‌پلوئید